# Fiestas de san Marcos en Beas de Segura
Las Fiestas en Honor a San Marcos, con el "toro ensogao" como protagonista, son una de las fiestas populares españolas más arraigadas, que se celebran en el municipio de Beas de Segura, en la provincia de Jaén (comunidad autónoma de Andalucía), entre los días 22 al 25 de abril, corriendo los toros ensogados por las calles del municipio. Es una tradición que se remonta a tiempo inmemorial. 
El 16 de septiembre de 2008, fueron declaradas Fiestas de Interés Turístico de Andalucía, teniendo una gran repercusión a nivel nacional.

## Historia
La historia de la fiesta del "toro ensogao" en Beas de Segura es muy confusa, se carecen de documentos que acrediten su antigüedad, aunque bien es cierto que ya en el siglo XVI existía como tal, difiriendo en mucho de la celebración actual.
El primer documento aparece en 1575, en las relaciones de la villa, mandadas hacer por Felipe II. En dichas relaciones, los vecinos declaran lo siguiente:

Ansí mismo hay voto en esta villa, día del señor san Marcos, que no se matan ninguna carnes ni se pesan, ni abren carnecerías de esta villa. Lo cual se prometió en voto en años pasados, por grandes infortunios e plagas de la langosta. No se sabe el tiempo que ha que se prometió e votó, más que de tiempo inmemorial a esta parte se tiene y guarda
Capítulo 52 "Fiestas y votos populares".

## Ciclos Culturales
En abril de 1995, se celebraron los primeros Ciclos Culturales Taurinos de Beas de Segura, auspiciados y dirigidos por Lope Morales Arias, gran aficionado que los organiza y dirige desde entonces. Con el apoyo de la Hermandad y de Radio Sierra, se puso como objetivos y finalidad la difusión de la fiesta y el reconocimiento cultural ligado a la celebración de dichas fiestas y de la Tauromaquia en general. 
Se tratan temas de diferente calado, siempre relacionados con los toros y la fiesta en el ámbito cultural. Cada año los Ciclos Taurinos van adquiriendo mayor prestigio debido a la calidad de los ponentes y la exposición de los temas; por el que han pasado desde matadores de toros, ganaderos, críticos taurinos, veterinarios, escritores y un largo etcétera de personas relacionadas con el mundo del toro.

## "Toro de Cuerda"
En julio de 2008, la hermandad de San Marcos entró a formar parte de la Asociación Nacional del Toro de Cuerda, en la que presentó su candidatura para la celebración del próximo Congreso Nacional. Candidatura que fue aprobada, celebrándose el VI Congreso Nacional del Toro de Cuerda en Beas de Segura, entre los días 17 al 19 de abril, en el que participaron además del municipio anfitrión, un municipio de cada comunidad donde se celebran similares festejos, siendo los siguientes: Alquerías de Santa Bárbara, Burriana, Benavente, Chiva, Grazalema, Lodosa y Teruel, en el que cada uno de los municipios hizo una exhibición con las costumbres de suelta de las reses.

## Hermandad
La Hermandad de San Marcos empieza a constituirse como tal en los años 60, pero es a partir de 1971 cuando comienza a adquirir una estructura sólida, que años más tarde se formaliza con la creación de estatutos.
La Junta Directiva de la Hermandad de San Marcos tiene una duración de tres años, en el que los socios eligen a un Presidente, el cual nombra a los componentes que van a formar parte de la directiva en dicho ciclo, y está compuesta por 1 Presidente, 1 Vicepresidente, 1 Tesorero, 1 Vicetesorero, 1 Secretario, 1 Vicesecretario y 14 Vocales.

## Reses

### Transporte
El 24 de abril de madrugada, suelen ir las diferentes peñas y particulares a las distintas ganaderías para el embarque de las reses bravas, para su posterior suelta o desencajonamiento, a partir de las 15:30 horas, por el recinto destinado a su suelta.

### Veterinarios
Los veterinarios tienen la misión de, antes de la suelta de las reses, comprobar todo el papeleo y que éste sea correcto para su posterior suelta. Dichos certificados y papeles los tiene que dar el ganadero, bien a la Hermandad o a la persona que represente a la Peña correspondiente que haya comprado la res.